# Buitenwijk

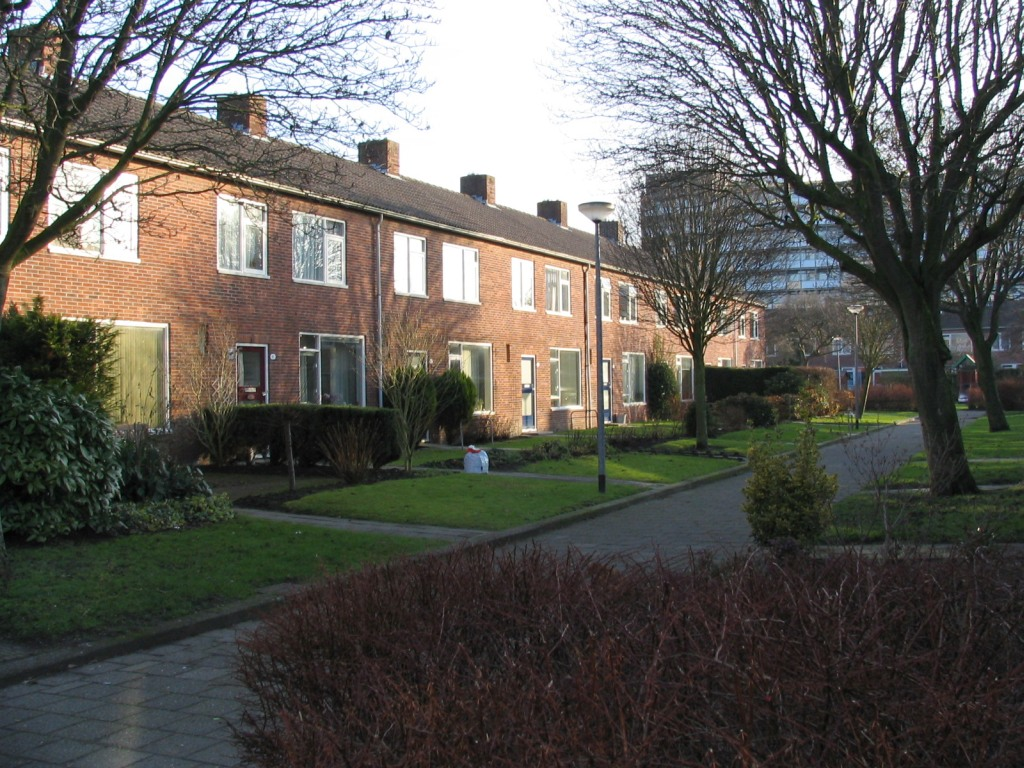
Een straat in een buitenwijk van Groningen

Een buitenwijk is een deel van de stad dat aan de rand van die stad ligt. Vaak is deze wijk relatief nieuw ten opzichte van de binnenstad en grenst deze niet aan het centrum.
In het algemeen is de ruimte tussen de woningen in een buitenwijk groter, en treft men er meer gezinswoningen met tuinen aan, zoals in Haren aan de rand van Brussel. In buitenwijken kunnen ook veel flats staan, zoals in de Bijlmermeer bij Amsterdam.
Buitenwijken horen tot het bestuurlijke grondgebied van de stad, in tegenstelling tot voorsteden.

## Buitenwijken in het buitenland
De Engelse termen suburbia en suburbs slaan op buitenwijken en ook voorsteden in de Verenigde Staten. Door de ontwikkelingen tussen de jaren vijftig en zeventig van de twintigste eeuw hebben deze buitenwijken de connotatie "blank" meegekregen. In die tijd woonden er vooral blanken uit de middenklasse. De zwarten trokken van het segregationistische zuiden naar steden in het noorden. 
Frankrijk kent de banlieues. Vooral rond de hoofdstad Parijs liggen enorme voorsteden, waar in 2005 flinke rellen met allochtone jongeren waren. Deze situatie is duidelijk anders dan die in de Verenigde Staten. Er zijn rondom Parijs echter ook banlieues die beter te boek staan.